# Battaglia di Cecina

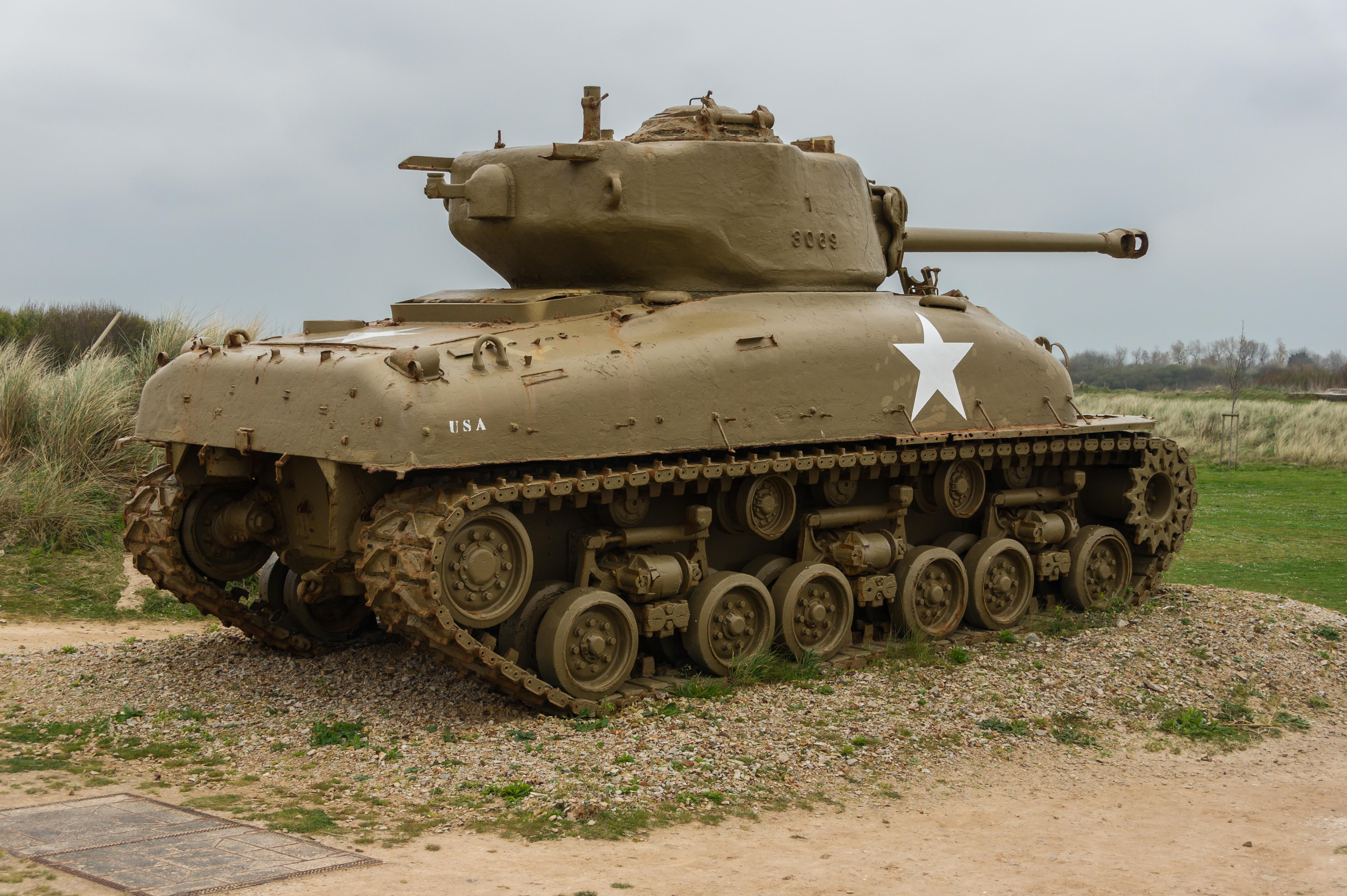
M4 Sherman

La battaglia di Cecina fu un evento bellico avvenuto durante la seconda guerra mondiale, nell'ambito dell'avanzata della 5ª Armata Americana da Roma verso il fiume Arno. Lo scontro è stato definito il combattimento più cruento dopo la liberazione di Roma e avvenne nel medesimo contesto dell'Eccidio di Guardistallo. Iniziata il 29 giugno 1944, in seguito ad una rapida serie di attacchi e contrattacchi, la battaglia si concluse con la liberazione della città dalle truppe tedesche.
Tra gli eventi della battaglia, è divenuto particolarmente famoso uno scontro tra un carro armato M4 Sherman americano e un Tiger I tedesco avvenuto la sera del 1º luglio 1944.

## Forze in campo
I soldati statunitensi impegnati nella battaglia di Cecina appartenevano al 2º e 3º Battaglione del 133º e 135º Reggimento e al 442º Reggimento di Fanteria, mentre le forze tedesche appartenevano alla 16^SS - Panzergrenadier Division Reichsführer - SS e al II e III Btg del 35º Reggimento.
In quel periodo, l'esercito tedesco aveva identificato in ogni frazione dell'area della Valle del Fine delle abitazioni da trasformare in comandi territoriali di base. Per quanto riguarda Cecina l'identificazione fu Gestapo, 16° Reich F.SS. Inoltre, le formazioni della Wehrmacht presidiavano il territorio da un anno e mezzo prima del passaggio del fronte di guerra, il che concesse loro la possibilità di collocare le armi e gli uomini in modo strategico.
| Frazione             | Identificazione Comando                                                                                                |
| -------------------- | --- |
| Cecina               | Gestapo 16° Reich F.SS                                                                                                 |
| Castellina Marittima | Fattoria del Terriccio 16° Reich F.SS                                                                                  |
| Pomaia               | La Morosina: Gestapo Fattoria La Sorgente: 16° Reich F.SS                                                              |
| Pastina              | Fattoria Nuti Località Mandria: 16° Reich F.SS                                                                         |
| Santa Luce           | Villa il Poggio: Comando Generale Stato Maggiore dell'Esercito e sede temporanea del Feldmaresciallo Albert Kesselring |
| Pieve Santa Luce     | Il Monastero: Gestapo                                                                                                  |
| Orciano Pisano       | Villa Famiglia Toaff: 16° Reich F.SS                                                                                   |

## Contesto strategico
Con la sua posizione geografica, Cecina risultava un importante luogo strategico agli occhi degli eserciti contrapposti. Il fiume Cecina rappresentava una linea di difesa naturale e la cittadina era attraversata dalla Via Aurelia e dalla Ferrovia Tirrenica, molto importanti per il flusso dei rifornimenti destinati alle truppe tedesche dislocate nell’Italia meridionale.
Le due vie di comunicazione confluivano in quella zona con un'altra importante strada, la SS 68, chiamata Salaiola, la quale conduceva dal mare verso l'interno. Queste caratteristiche la resero l'ultimo bastione di difesa tedesca, insieme a Rosignano Marittimo e ai paesi dell'entroterra della Valle del Fine, prima di raggiungere Pisa e Livorno.
Cecina subì diversi bombardamenti aerei condotti dai 12th e 15th U.S. Air Corps e dagli inglesi, e numerosi interventi dei cacciabombardieri, per un totale di circa 40 attacchi.
Gli anglo-statunitensi ritenevano la parte sud-est del paese l'obiettivo principale, per il fatto che la controparte tedesca aveva allestito degli appostamenti in attesa degli uomini della 5ª Armata Americana. Infatti, durante la primavera del 1944 l'esercito tedesco aveva collocato a Cecina un ingente arsenale che tuttavia risultava obsoleto per quanto riguardava alcuni pezzi e con scarse scorte di munizioni per alcuni calibri. Le batterie a disposizione erano di proprietà di unità appartenenti all'esercito, alla marina, all'aviazione e alle SS.
L'esercito tedesco fece costruire anche una decina di bunker sulla linea costiera tra Cecina e Vada, temendo uno sbarco degli alleati. Per costruirli i tedeschi impiegarono, costringendoli a lavorare duramente, molti civili italiani. Furono realizzate diverse tipologie di fortini, con materiali e dimensioni diverse: in cemento armato, in acciaio interrati inferiormente e muniti della torretta di un carro Panther, di piccole dimensioni (modello "Tobruk") in grado di ospitare al massimo due soldati armati con mitragliatrici pesanti, oppure di grandi dimensioni, i quali, oltre alle mitragliatrici, potevano ospitare i cannoni. I bunker ebbero un ruolo nella battaglia, anche se la 34ª Divisione Americana attaccò via terra da sud. Alcuni di essi sono sopravvissuti e sono ancora visibili lungo la zona costiera.

### Bombardamenti rilevanti prima della battaglia

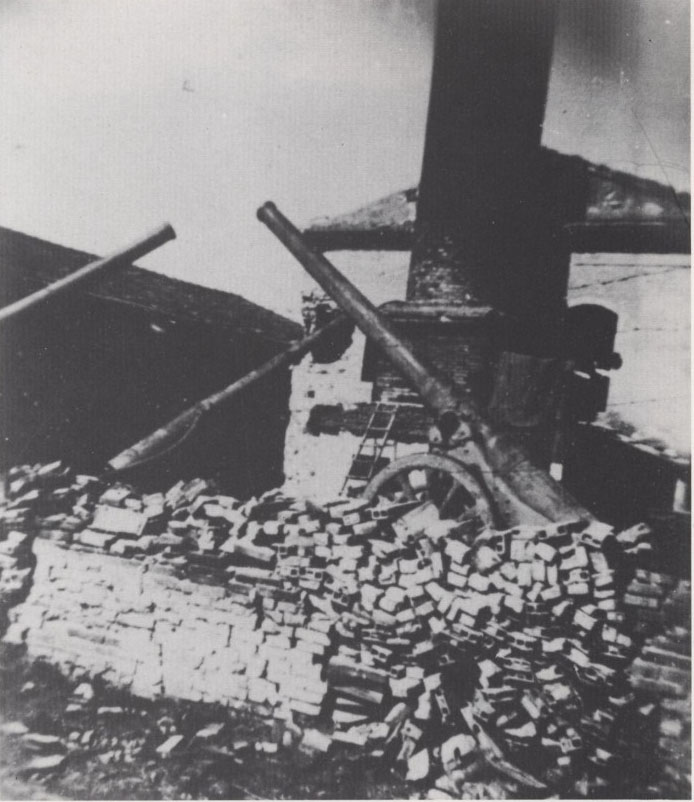
Fabbricato distrutto durante gli attacchi precedenti alla battaglia di Cecina.

Cecina venne definita "densamente bombardata" dagli alleati.
L'obiettivo, inizialmente, consisteva nell'impedire il rifornimento di armi, munizioni e vettovaglie alla 14ª Armata tedesca arroccata sui contrafforti della Linea Gustav. In seguito, passato il fronte, l'obiettivo divenne quello di indebolire la resistenza delle truppe germaniche che presidiavano la città di Cecina. I bombardamenti da parte degli americani avvenivano principalmente di notte, ad alte quote ed erano indirizzati a obiettivi precisi. L'aviazione britannica invece mitragliava con i cacciabombardieri a basse quote e di giorno.
- Il 12 novembre 1943, dalle 20.30 alle 21.00 ebbe luogo il primo bombardamento alleato su Cecina, avente come obiettivo il ponte ferroviario e il ponte sulla via Aurelia.[8]
- Alle 12 del 22 novembre, un attacco aereo colpì la stazione e il ponte ferroviario sul fiume Cecina.[8]
- Il 1 dicembre 1943, il ponte ferroviario sul fiume Cecina venne distrutto totalmente, insieme a 15 abitazioni che sorgevano in prossimità dei ponti, mentre altre 86 abitazioni rimasero danneggiate.[8]
- Il 24 dicembre 1943 avvenne la quarta incursione, dalla quale non risultano vittime civili ma 22 fabbricati distrutti, tra cui il Palazzo della Pretura, il carcere mandamentale, la sede del Consorzio Agrario; altri 76 edifici furono danneggiati.[8]
- Il 6 gennaio un aereo inglese per cause imprecisate precipitò nei pressi del passaggio a livello, nell'incidente morì il giovane ufficiale inglese.[8]
- Il 16 gennaio un'incursione aerea danneggiò la frazione S. Pietro in Palazzi, la linea ferroviaria Cecina - Volterra, le Scuole Elementari, lo stabilimento dello Zuccherificio e della Magona.[8]
- Il 18 gennaio venne distrutto da due cacciabombardieri alleati un impianto di avvistamento tedesco, protetto da due contraeree da 20 millimetri. L'impianto era stato costruito nel 1944, collocato sopra la collina della fattoria "La Ladronaia", al fine di facilitare il transito delle truppe dell'Asse. Nell'attacco persero la vita un soldato e un ufficiale, entrambi tedeschi.[8]
- Il 20 gennaio durante la notte l'intera città venne bombardata e un palazzo venne raso al suolo. Alcune delle bombe sganciate non esplosero subito, rimasero all'interno di fabbricati e sulle vie cittadine ed essendo munite di una spoletta a tempo, esplosero fino a 48 ore dopo il lancio. Le vittime furono 10 morti e 8 feriti, 16 case vennero distrutte e 88 danneggiate.[8]
- 16 febbraio, 12 fortezze volanti bombardarono lungo la linea di Castagneto, Bolgheri, Bibbona e Cecina, oltrepassata la fattoria del Paduletto gli aerei cominciarono a lanciare bombe senza obiettivi precisi. Le vittime di questa incursione furono 9, di cui 3 civili, sparse nella zona dello Zuccherificio, del Paduletto e della pineta di Cecina Marina.[8]
- Bombardamento dell'8 giugno 1944 sul ponte stradale di Cecina.[8]

L'ospedale di Cecina fu uno dei fabbricati distrutti durante gli attacchi e venne trasferito a Villa di Bandita, distante circa un chilometro dall'abitato. Le forze tedesche ricostruirono tempestivamente la viabilità di Cecina gravemente danneggiata dalle forze anglo-americane, essendo essenziale per il trasporto dei rifornimenti.

## La battaglia

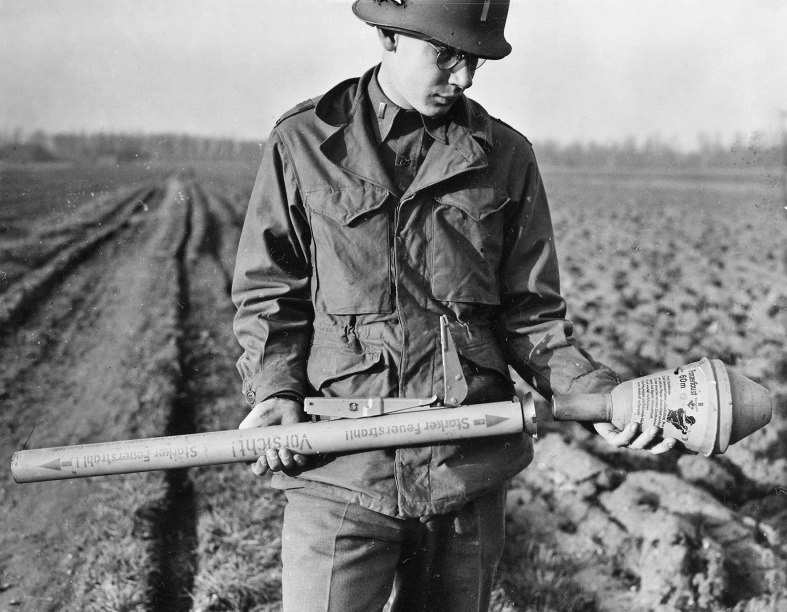
Panzerfaust, lanciagranate anticarro portatile

Il 29 giugno 1944, il 133º reggimento della 34ª divisione statunitense occupò il paese di Castagneto Carducci trovando poca resistenza. Il 2º Battaglione occupò Bibbona, il 3° continuò lungo il fiume. Il reggimento intero si diresse successivamente verso Cecina.
La resistenza maggiore fu incontrata a sud dell'abitato di Cecina, verso le ultime ore di luce del 29 giugno 1944, quando le forze statunitensi ebbero i primi contatti con i tedeschi. L'attacco proseguì la mattina del 30 giugno 1944 e poco dopo mezzogiorno arrivò il contrattacco tedesco che costrinse l'esercito statunitense a ritirarsi in direzione sud.
Gli statunitensi riuscirono a difendere la postazione conquistata a sud dell'abitato grazie all'artiglieria, dopo che i tedeschi ebbero distrutto due carri armati Sherman M4 e inflitto importanti perdite all'esercito. Il contrattacco tedesco venne eseguito con l'ausilio di armi singole, dette Panzerfaust (pugno corazzato) e Panzerschreck (spaventa carri) Nel frattempo il 135º Battaglione cercava di difendere la postazione sul lato nord del fiume Cecina, in prossimità dell'abitato di San Pietro in Palazzi.

### Episodio del Tiger 221
La sera del 1º luglio 1944, le avanguardie della 34ª divisione statunitense penetrarono nella cittadina di Cecina. Intorno alle ore 20.30 l'ultimo plotone di carri americani rimasti fu informato via radio di un contrattacco tedesco proveniente dal lato orientale di Cecina, il quale comprendeva sia mezzi corazzati che fanteria. L'attacco fu guidato da:
- due carri Tiger appartenenti al 2º Plotone, 3ª Compagnia dello Schwere Panzerabteilung 504,
- un semovente Sturmgeschütz III
- circa cinquanta fanti del I./SS Pz. Gr. Regiment 35 (16ª Pz. Gr. Division “Reichsführer SS”).[13]

Il Kampfgruppe era guidato dal Tiger 221 del comandante di plotone, il tenente Keitel, e i fanti lo seguivano distribuiti su due colonne ai lati della strada. La controparte americana era composta dai soldati appartenenti alla B Company del 3º plotone 752 battaglione corazzato americano, comandati dal tenente Edwin W. Cox sul carro Sherman 11.
La colonna tedesca, durante il percorso, trovò riparo per breve tempo in una fabbrica di mattoni ancor oggi esistente nella parte settentrionale della cittadina, riprese poi l'avanzata verso Villa Bianca. I tedeschi ignoravano il fatto di essere intercettati dai nemici e segnalati ai carri Sherman. Il tenente Cox aveva intenzione di raggiungere la fabbrica di mattoni, dove era stata segnalata inizialmente la colonna tedesca.
Oltre ai carri, erano presenti il veicolo dell'unità di ricognizione, quello della manutenzione medica, alcune auto e veicoli del gruppo mortai. Edwin Cox attese che la fanteria del 133º Reggimento si riparasse tra gli edifici per ordinare ai suoi carri di procedere lungo le vie parallele della zona.
Lo Sherman 11 di Cox si diresse quindi in via Montanara; l’equipaggio non era preparato a scontrarsi con la colonna tedesca, poiché gli edifici impedivano di avvistare il nemico in tempo utile.
Il carro Sherman 11 abbandonò via Manzoni solo qualche istante prima che il Tiger 221 del Tenente Keitel si dirigesse proprio nella stessa via che Cox stava percorrendo. L'equipaggio dello Sherman 11 a un tratto però notò un soldato tedesco che a loro insaputa stava proprio segnalando l'arrivo del loro carro armato ai nemici.
Non appena il tedesco si sporse divenne un bersaglio e la mitragliatrice dal carro americano lo colpì. Subito dopo, il Tiger 221 comparve provenendo dalla curva di via Montanara e in pochi istanti i due carri si trovarono uno davanti all'altro, ad una distanza di circa cento metri. I carri armati fecero fuoco nello stesso istante: il proiettile del Tiger 221 colpì il suolo vicinissimo allo Sherman 11, mentre quello americano colpì la corazza del carro tedesco scalfendo il manto di zimmerit ma senza provocare alcun danno.
Un’analisi svolta successivamente, evidenziò che il Tiger 221, supponendo di ritrovarsi ad affrontare soltanto la fanteria, fece l'errore di non caricare nel cannone un proiettile perforante bensì uno esplosivo. L'equipaggio non fece in tempo a sostituire il proiettile sbagliato con uno adeguato, trovandosi a dover colpire immediatamente il carro americano.
Subito dopo lo scontro tra i due carri venne a mancare la visibilità, a causa della polvere generata dalle esplosioni. Inoltre l’equipaggio del Tiger non era ancora stato raggiunto dalla fanteria di appoggio quindi evitava di muoversi ulteriormente. Il Tenente Cox ordinò al suo pilota, il sergente Raymond Holt, di indietreggiare verso sinistra, per mettersi al riparo del muro di un'abitazione. Lo Sherman 11 era orientato verso via Trieste, il Tiger 221 si trovava in via Montanara. Cox ruotò la torretta dello Sherman, supponendo che dopo lo scambio di cannonate il carro tedesco avrebbe proseguito lungo il percorso principale, passando esattamente davanti al cannone dello Sherman 11.
Intanto, alcuni degli altri carri statunitensi avevano raggiunto il luogo dello scontro e il comandante Cox fece fuoco con il mitragliatore Thompson sulla fanteria nemica, sopraggiunta per appoggiare le truppe tedesche.
Cox mantenne la sua posizione, mentre il Tiger colpì le abitazioni adiacenti. Da un’intervista realizzata dopo la guerra ad uno dei componenti dell'equipaggio tedesco, emerse che a causa della mancanza di visibilità dovuta alla polvere degli spari, non avevano visto lo Sherman 11 indietreggiare verso l'abitazione, convincendosi quindi che il carro americano si trovasse alla loro sinistra, piuttosto che alla loro destra.
Il Tiger 221 continuò a procedere in via Montanara, finendo per intercettare lo Sherman 11 di Cox proprio davanti al cannone principale di quest'ultimo. Il Tenente Edwin Cox ordinò al suo artigliere, il Caporale Jack Leech, di attendere per sparare da distanza ravvicinata. Non appena il Tiger 221 si fece più vicino, un proiettile perforante lo colpì. L’equipaggio dello Sherman 11 stimò che il Tiger 221 si trovasse a non più di circa 30 metri di distanza.
Il proiettile di 75 mm penetrò gli 80 mm della corazza laterale, danneggiando il serbatoio del carburante e provocando un principio di incendio nel comparto motore. Successivamente lo Sherman 11 sparò un altro colpo al cingolo destro del carro tedesco, danneggiandolo in modo rilevante e aggravando la combustione in atto. Mentre l’incendio divampava rapidamente, l’equipaggio del Tiger 221 riuscì ad uscire dal carro e a trovare rifugio nel fosso più vicino in via Montanara, dove fu salvato dalla propria fanteria.
Quattro dei cinque membri risultarono feriti, due dei quali in modo grave. L’incendio nel frattempo arrivò alla riservetta delle munizioni, provocando un'esplosione che distrusse la parte superiore della torretta del Tiger 221, in prossimità della posizione dell’operatore radio. Il calore dell'incendio riuscì a fondere i meccanismi, ponendo il carro definitivamente fuori uso. Gli altri due mezzi sopravvissuti (l’altro Tiger e lo Sturmgeschütz III) furono attaccati dagli Sherman e costretti a ritirarsi facendo fallire il contrattacco tedesco. Con la vittoria in questo scontro gli americani riuscirono a liberare la maggior parte di Cecina dall'avversario tedesco che fu costretto a ritirarsi nella parte più occidentale della città. L’altra Compagnia del 752º Battaglione Corazzato americano, la "A", perse 11 dei suoi 15 carri Sherman, non subendo tuttavia alcuna perdita umana.

## Liberazione di Cecina
Il 1º luglio 1944 Cecina venne conquistata dalle truppe alleate. Il 2 luglio 1944 le ultime forze tedesche abbandonarono la città, ritirandosi oltre la zona compresa tra Cecina e Collemezzano, il 133º reggimento della 34ª divisione USA conquistò Cecina Marina e il 135° consolidò il controllo del ponte al di là del fiume Cecina. Tuttavia, alcuni dei soldati tedeschi si trovavano ancora all'interno della pineta del litorale tirrenico, dove in precedenza erano stati costruiti i bunker difensivi. Per rimuovere le truppe tedesche, intervennero i soldati nippo-americani Nisei (soprannome dato ai cittadini statunitensi di prima generazione di origine giapponese) del 442º e del 100º Reggimento. Gli scontri per la liberazione dell'area tra Cecina e Vada, dove erano ubicati i fortini, si protrassero per tutta la giornata del 3 luglio 1944. Le truppe tedesche subirono perdite numericamente maggiori della controparte americana. Le perdite di vite umane contarono 140 soldati statunitensi e tra le 550 e 600 vittime appartenenti all'esercito tedesco.
Nella pineta di Marina di Cecina venne allestito il quartier generale della 5ª Armata e fu visitato da importanti personalità politiche e istituzionali: il re britannico Giorgio VI, il generale Mark Clark comandante dell'armata, il segretario alla guerra statunitense Henry Stimson, il maresciallo Sir Harold Alexander comandante supremo delle armate alleate in Italia, il primo ministro britannico Winston Churchill e l'arcivescovo di New York, cardinale Spellman.

### Sviluppi successivi
Terminata l'operazione, il 4 luglio 1944 gli statunitensi decisero di scindere le proprie forze per raggiungere altri obiettivi, che si materializzarono in ulteriori scontri cruenti avvenuti nella Valle del Fine. Il tenente Cox ricevette la Stella d'argento al merito nazionale e altre cinque decorazioni dello stesso tipo, più una Bronze Star, per l'impresa portata a termine a Cecina.